# Зарічний (Новосибірська область)
Зарічний (рос. Заречный) — селище у Куйбишевському районі Новосибірської області Російської Федерації.
Входить до складу муніципального утворення Октябрська сільрада. Населення становить 244 особи (2010).

## Історія
Згідно із законом від 2 червня 2004 року органом місцевого самоврядування є Октябрська сільрада.

## Населення
| 2002 | 2007 | 2010 |
| ---- | ---- | ---- |
| 226  | ↗259 | ↘244 |